# 김달진
김달진(金達鎭, 1907년 2월 4일~1989년 6월 5일)은 시인이자 한학자이다. 호는 월하(月下)이며, 경상남도 창원 출생이다. 1932년 조선일보에 현상 당선하여 시단에 등장. 1934년 《시원》 등에 〈모란〉(牧丹) 등을 발표했다. 동양적인 인생관을 가진 시인으로 1939년 시집 《청폐》(靑枾)를 냈고, 《장자》(莊子) 등의 작품을 번역했다.
동국대학교의 전신인 중앙불교전문학교에서 수학했고, 광복 후에 동아일보 기자로 활동했다. 선린상업학교에서 교사로 재직했으며, 1954년 해군사관학교 교관, 1973년 동국역경원 위원을 역임했다.

## 생애
월하(月下) 김달진은 무위자연 사상을 바탕으로 한국 시의 정신주의적 세계를 확고히 한 시인이다. 1929년 ≪문예공론(文藝公論)≫ 7월호에 양주동의 추천으로 ＜잡영수곡(雜詠數曲)＞이 실리면서 문단 활동을 시작했으며, 그 뒤로 줄곧 사상과 관념과는 거리가 먼 시를 썼다. 민족의 현실 앞에 절망하다가 우연히 찢어진 벽지 사이의 초벌 신문지에서 ‘불(佛)’ 자를 발견하고 입산을 결심, 1934년 금강산 유점사(楡岾寺)에서 김운악(金雲岳) 스님을 은사로 승려가 되었다. 그러나 그해 ＜유점사 찾는 길에＞를 ≪동아일보≫에 발표하고, 1935년 시 전문지 ≪시원(詩苑)≫ 동인으로 참가했으며, 같은 해 ＜나의 뜰＞ 외 여러 작품을 ≪동아일보≫에 발표하는 등 활발한 작품 활동을 했다. 1935년 백용성(白龍城) 스님을 모시고 함양 백운산 화과원(華果院)에서 수도생활을 했으며, 이듬해 1936년에는 유점사 공비생(公費生)으로 중앙불교전문학교에 입학했다. 그해 서정주, 김동리, 오장환 등과 함께 ≪시인부락(詩人部落)≫ 동인으로 참가해 11월 창간호에 ＜황혼＞을 발표하고, 1938년에는 ＜샘물＞을 ≪동아일보≫에 발표하는 등 작품 활동을 이어 갔다. 1940년 9월에는 관념이나 이념을 내세우지 않고 자연 그대로의 서정의 세계를 담은 첫 시집 ≪청시(靑柿)≫를 청색지사에서 발간했다. 1945년 해방을 맞은 그는 이광수의 권유로 잠시 ≪동아일보≫ 기자 생활을 했다. 1954년에는 해군사관학교에 출강하면서 ≪손오병서(孫吳兵書)≫를 출간했고, 이때부터 30여 년간 고전과 불경 번역 사업에 전력을 기울이다 1989년 6월 숙환으로 세상을 떠났다. 같은 해 ≪한국한시≫ 1∼3권과 ≪한산시≫가 나란히 출간되었으며, 1990년부터 인간이 구현해야 할 정신주의 영역을 일관되게 추구했던 시인의 업적을 기리기 위해 ‘김달진문학상’이 제정되어 지금까지 운영되고 있다.

## 같이 보기
- 김달진문학상